# Ustrino
Entre los antiguos romanos, se llamaba ustrino (del latín ustrinum, "campo de incineración"; plural, ustrina) al sitio dedicado a quemar los cuerpos de los difuntos.
Había ustrinos públicos y particulares. Los primeros estaban destinados a los pobres y gentes medianamente acomodadas, siendo en ellos los esclavos los que quemaban los muertos. Las familias ricas que poseían panteones propios tenían cada uno al lado de estos panteones un lugar cerrado sobre el cual encendían la pira destinada a consumir los cadáveres y que constituía por tanto el ustrino particular de cada familia. La pira usualmente era rectangular y de madera, para favorecer la combustión del cadáver. Normalmente era un allegado el que prendía fuego a la pira y cuando el cuerpo ya se había consumido, se apagaban las brasas con agua o vino y los asistentes rogaban por el difunto.
Genéricamente, era donde se cremaba el cuerpo, y no tenía nada que ver con la tumba donde se depositaban las cenizas, a diferencia del busto (bustum), que designaba una pira funeraria contenida dentro del mismo recinto funerario.
El establecimiento de los ustrina estaba sujeto a diversas restricciones (no dentro de los límites de una
ciudad). Para Roma, las ordenanzas de Augusto designaban que debían situarse al menos dos mil pasos más allá de la ciudad.
Otros pueblos utilizaron también los ustrina en sus rituales funerarios, como los tartesos.